# خنفس مايو البربري
خنفس مايو البربري الحارق (الاسم العلمي: Berberomeloe majalis) هو نوع من الخنافس النهمة التي تنتمي لفصيلة الخنافس الحارقة.
تتواجد بأماكن مشمسة وجافة في البحر الأبيض المتوسط خصوصا في شمال أفريقيا من المغرب إلى تونس وفي الجزيرة الإيبيرية في كل من إسبانيا والبرتغال. وتفضل الأراضي العشبية المفتوحة في الغابات المغطات بأشجار خفيفة. كما يمكن العثور عليها في مرتفعات سييرا نيفادا على علو 3.000 متر.
تتميز بحجمها الكبير، الذي يصل أحيانا إلى أكثر من 7 سنتيمترات، مما يجعلها واحدة من أكبر الخنافس في شمال أفريقيا وأوروبا. من السهل التعرف عليها، خصوصا الإناث منها، ببطنها الممدود والمغزلي ذو اللون الأسود والمخطوط عرضا باللون البرتقالي أو الأحمر ولافتقارها إلى بقع حمراء في جانبي رأسها.
عندما تكون مهددة، فإنه تفرز مادة زيتية تسمى كانثاريدين (نوع من الدملمف) وهي سامة جدا تسبب تقرحات جلدية والقيء والإسهال في حال تناولها.
كباقي الخنافس الحارقة، لديها دورة بيولوجية معقدة للغاية، فهي تتغذى في مرحلة اليرقة على بيض ويرقات غشائيات الأجنحة. وعلى عكس باقي الخنافس الحارقة التي تلجأ للمعايشة أو المُطاعَمة للتنقل والوصول إلى أعشاش مضيفيها فإن يرقات الخنفس البربري عليها التحرك بنشاط للوصول لتلك الأعشاش بنفسها.
تقضي يافعات هذه الخنافس كل مدة تطورها بالتطفل حيث تعيش بشكل أساسي في أعشاش النحل البري الانفرادي. وتضع الأنثى بين 2000 و 10.000 بيضة، ولكن معظمها لا يصل إلى مرحلة النضج إما بسبب نقص الطعام أو عن طريق الافتراس. وما أن تنتهي اليرقة من استهلاك البيض ومخزون الرحيق من عش النحل، فإنها تغادره. وإذا وقع اختيار اليرقات عن طريق الخطأ لعش نحل العسل كمضيف، فإنها تموت في الخلية.